# Lagunilla
Lagunilla è un comune spagnolo di 609 abitanti situato nella comunità autonoma di Castiglia e León.